# Lovro Skaramuca
Lovro Skaramuca (Dubrovnik, 22. travnja 1986.), hrvatski nogometni vratar.
Nakon početaka u HNK Dubrovniku, kadetski i juniorski staž odradio je u splitskom Hajduku, gdje su ga trenirale vratarske legende Zoran Varvodić i Tonči Gabrić. Za seniore splitskog prvoligaša nije zaigrao, već za GOŠK AC iz Kaštel Gomilice. Potom je sezonu odigrao u Imotskom da bi se potom vratio u GOŠK.
Nakon toga na preporuku istaknutog vaterpolskog trenera Vida Bogdana otišao je na probu u talijanskog prvoligaša Cagliari. Tri mjeseca nakon odlučeno je kako će potpisati ugovor s klubom sa Sardinije. 
Nakon godinu dana provedenih na Sardiniji vraća se u Dubrovnik, gdje potpisuje ugovor s GOŠK-ovim gradskim rivalom Konavljaninom.